# 真夏の目撃者
『真夏の目撃者』（まなつのもくげきしゃ）は、GOING UNDER GROUNDのアルバム。1994のレーベルYouth Recordsより2017年10月25日発売。

## 概要
バンド通算15枚目となるアルバム。エレクトロ・ポップとギター・ロックを併用したサウンドが特徴で、あまり周囲の期待に応えようとするのではなく、自分たちで良いと思うものを形にすることを目指して制作された。それまでの制作ではある程度ふるいにかけてからメンバーにデモ音源を聞かせていた松本が、中澤に促されて「あるもの全部」を聞かせたことをきっかけに、バンドとしての演奏の楽しさや新鮮さなどを重視した楽曲を中心に構成されており、Youth Records社長の庄司信也には「これでいくの？」と首を傾げられたという。
収録曲に夏の曲が多かったこと、ストリーミングサービスでは横文字タイトルだとインパクトが弱いと感じたことなどから当初はアルバムタイトルを『真夏』としたが、マネージャーからの提案があり『真夏の目撃者』というタイトルにした。松本の愛読しているモッズの書籍に「人生で重要なことは全部、夏に起こる」というフレーズがあったことも影響したという。リリース時の資料には「これまでに通り過ぎていったいくつもの『過去の真夏』から教わってきたことをアルバム全編に落とし込んだ真夏の回顧録。」と記載されている。
リリースに先駆け、2017年8月10日に渋谷CLUB QUATTROにて本作の収録曲全曲を披露する「夏が僕らに嫉妬する 全曲新曲ライブ」が行われた。
本作発売前後にリリースツアーとして企画対バンイベント「真夏の目撃者 全方位全肯定」3公演と、ワンマンライブ「真夏の目撃者ワンマンライブ」3公演が行われている。
ジャケットは松本が撮影した写真を、メンバーと親交のあるバンドLayneのドラムボーカルの上田夏海がイラストに描き起こした。

## 収録曲
1. 時計機械
（作曲：中澤寛規）
インストゥルメンタル。
2. よそもの
（作詞・作曲：松本素生）
29thシングル「超新星/よそもの」収録曲。
3. 夏が僕らに嫉妬する
（作詞・作曲：松本素生）
4. Struggle Baby
（作詞：松本素生　作曲：松本素生、中澤寛規）
5. ダニーボーイ
（作詞：松本素生、中澤寛規　作曲：松本素生）
6. あたらしい
（作詞・作曲：松本素生）
本作のリードトラック。MVは奥多摩で撮影され[8]、雨を降らせるだけで予算を使い切った[9]。ASIAN KUNG-FU GENERATIONの後藤正文が自身のツイッターでこのMVを紹介し、「これも好き。格好いい！また一緒にライブしたいな」とコメントしている[10]。
7. ラストダンスウィズミー
（作詞・作曲：松本素生）
8. Young Japanese
（作詞・作曲：松本素生）
9. Wasted Summer
（作詞・作曲：松本素生）
10. 君は誰ですか
（作詞・作曲：松本素生）
11. 超新星
（作詞・作曲：松本素生）
29thシングル。

## 参加ミュージシャン
- 冨田政彦 - ドラムス
- オヤイヅカナル - キーボード